# Крымская Автономная Советская Социалистическая Республика
Крымская Автономная Советская Социалистическая Республика (крымскотат. Qrьm Avtonomjalь Sovet Sotsialist Respuʙlikasь, Кърым Автономиялы Совет Социалист Республикасы — в орфографии 1920-х — 1930-х годов, совр. крымскотат. Qırım Muhtar Sotsialist Şuralar Cumhuriyeti, Къырым Мухтар Социалист Шуралар Джумхуриети) — автономная республика на территории полуострова Крым, существовавшая с 18 октября 1921 по 30 июня 1945 года и с 12 февраля 1991 по 26 февраля 1992 года.
Автономная Крымская Социалистическая Советская Республика была образована 18 октября 1921 года в составе РСФСР, в дальнейшем по конституциям СССР 1936 года, РСФСР и Крымской АССР 1937 года была переименована в Крымскую Автономную Советскую Социалистическую Республику.
Преобладающие народы — русские, крымские татары, украинцы, значительной была численность немцев, евреев, греков, армян. В 1932 году её площадь составляла 25,9 тыс. км². Малая советская энциклопедия определяла крымских татар и караимов как коренные народы Крымской АССР.
30 июня 1945 года эта автономная республика преобразована в Крымскую область, которая 26 апреля 1954 года была передана в состав Украинской ССР. 12 февраля 1991 года автономия была восстановлена в составе УССР (с 24 августа 1991 года — независимого государства Украина), 26 февраля 1992 года переименована в Республику Крым, а 21 сентября 1994 года — в Автономную Республику Крым.

## История

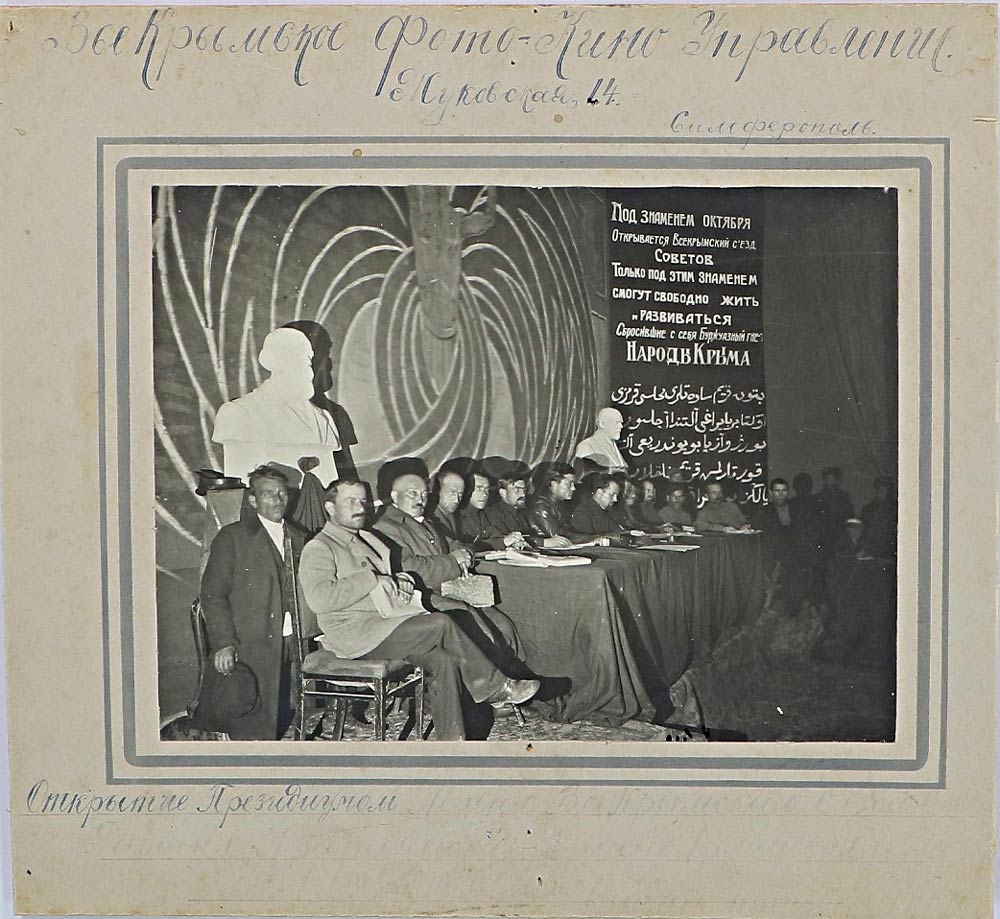
Президиум 1-го Всекрымского учредительного съезда советов, Симферополь, 7-11 ноября 1921 года

В 1921 году (с конца мая по конец августа) в Крыму работала Полномочная комиссия ЦК ВКП(б), ВЦИК и СНК РСФСР по делам Крыма, в составе Ш. Ибрагимова — председатель, П. Дауге от Наркомздрава и М. Фофановой от Наркомзема. Цель комиссии — выяснение всех послевоенных проблем полуострова и его населения, перед образованием Крымской АССР.

### В составе РСФСР
В первые годы советской власти получили распространение идеи коренизации, призванной сгладить противоречия между центральной властью и населением национальных республик СССР. Коренизация выражалась в подготовке и продвижении на руководящие должности представителей национальных меньшинств, создании национально-территориальных автономий, внедрении языков национальных меньшинств в делопроизводство, в образование, поощрении издания СМИ на местных языках.
Автономная Крымская Социалистическая Советская Республика в составе РСФСР была образована 18 октября 1921 года на части территории бывшей Таврической губернии. На основании декрета ВЦИК и СНК об автономии Крымской Советской Социалистической Республики она была образована «в границах Крымского полуострова из существующих округов: Джанкойского, Евпаторийского, Керченского, Севастопольского, Симферопольского, Феодосийского и Ялтинского»; вопрос о северных границах республики подлежал отдельному рассмотрению. Первая конституция крымской автономии была принята 10 ноября 1921 года. Государственные языки — крымскотатарский и русский.

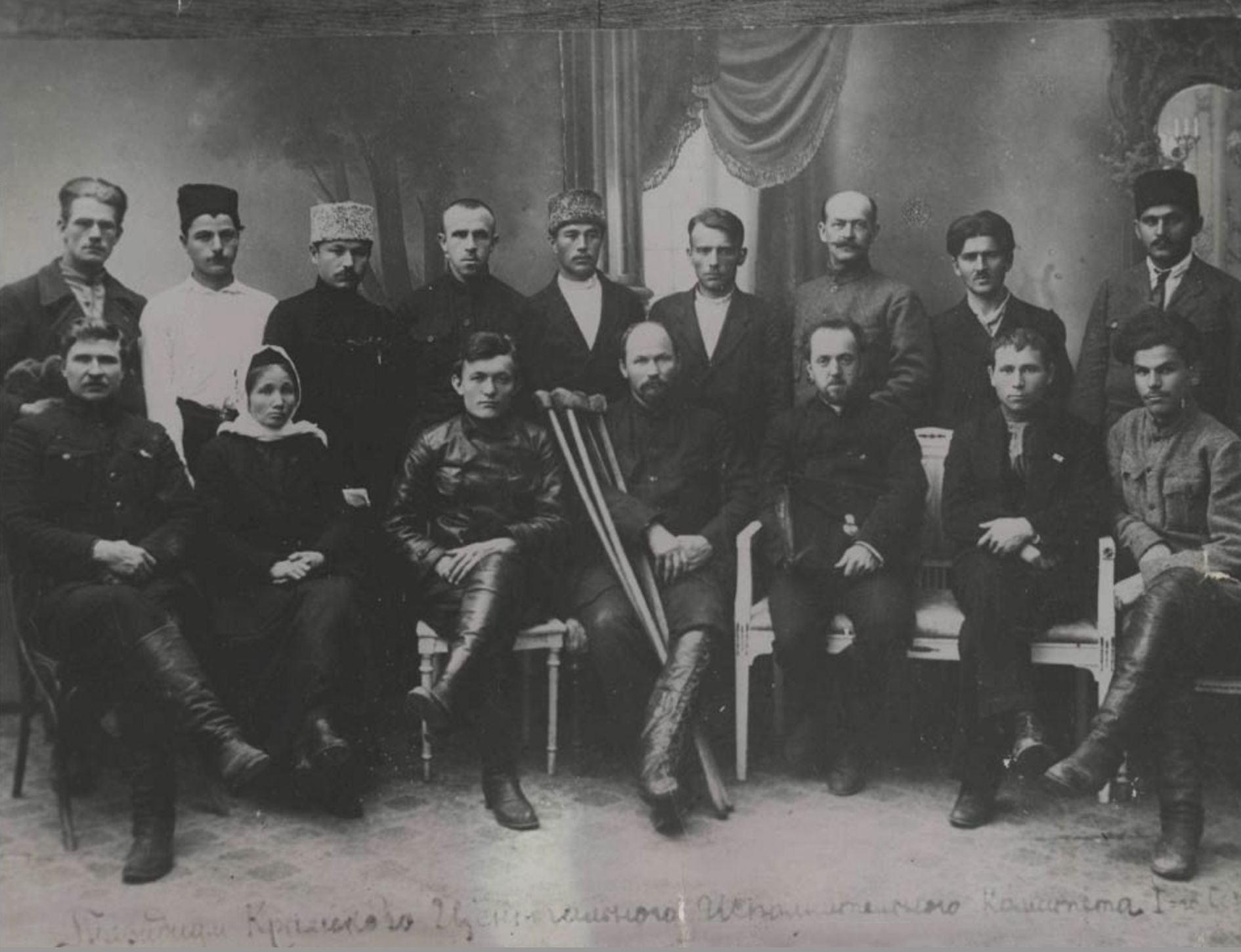
Президиум ЦИК КрАССР 1-го созыва, 1922 год

В статье «К провозглашению Крымской республики», опубликованной 25 октября 1921 года в газете Народного комиссариата РСФСР по делам национальностей «Жизнь национальностей», утверждалось, что вопрос о создании национальной автономии в Крыму решался в условиях горячих споров, в ходе которых многие выступали за придание полуострову статуса области, однако в итоге было решено, «что заинтересованность всей Федерации в Крыму может иметь свои положительные результаты лишь в попутном удовлетворении насущных нужд местного коренного населения». «Нельзя было оставить без внимания то важное обстоятельство, что самая компактная часть крымской деревни — татары, составляющие вместе с немногочисленным пролетариатом городов базу Советской Власти в Крыму, в течение долгих лет подвергались физической и культурной деградации, благодаря тем экономическим условиям, в которые они были поставлены старым режимом», — говорилось в ней. Исходя из этого, Центральная Советская власть для «вызова полного доверия со стороны коренного населения» и «непосредственной помощи и участия последнего в деле нового советского строительства» приняла решение о предоставлении ему «широких прав, которые позволили бы ему с достаточной свободой и гибкостью решительно приступить к разрешению ряда остро стоящих вопросов». Крымская республика была охарактеризована в статье как «закрепление максимума автономных прав и инициатив для широких трудовых масс коренного населения в деле их культурного и экономического возрождения».

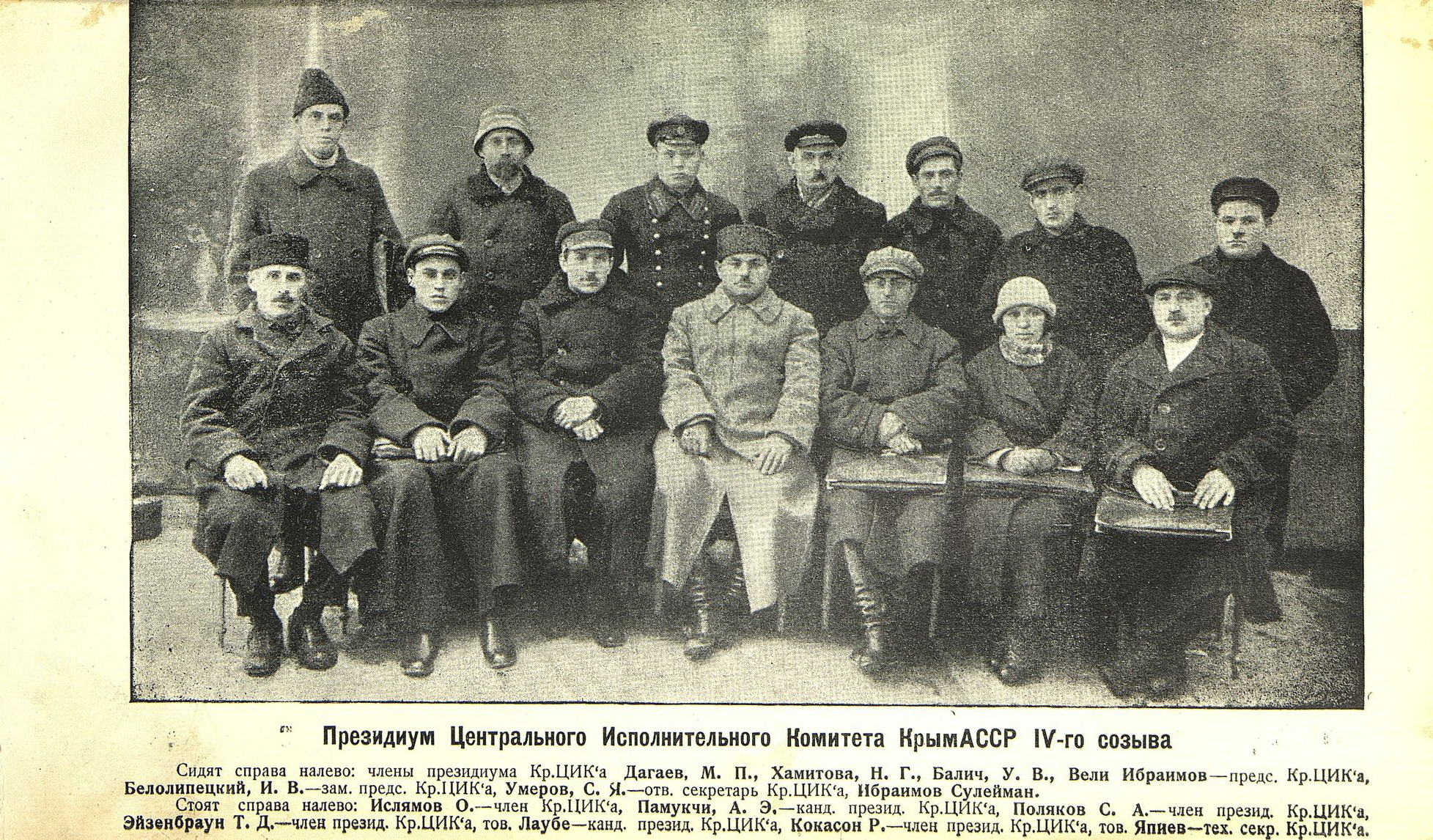
Президиум ЦИК КрАССР IV созыва, 1925 год

Коренными национальностями в Крыму советской властью были признаны два народа: крымские татары и караимы. При этом в Крымской АССР был решён вопрос самоуправления всех крупных этнических групп полуострова в пределах их компактного расселения путём создания национальных районов и сельсоветов. В 1930-е годы из 20 районов Крыма 6 являлись национальными крымскотатарскими (Фоти-Сальский, Бахчисарайский, Балаклавский, Ялтинский, Алуштинский и Судакский), 2 — немецкими (Биюк-Онларский и Тельмановский), 2 — еврейскими (Фрайдорфский и Лариндорфский) и 1 — украинским (Ичкинский).

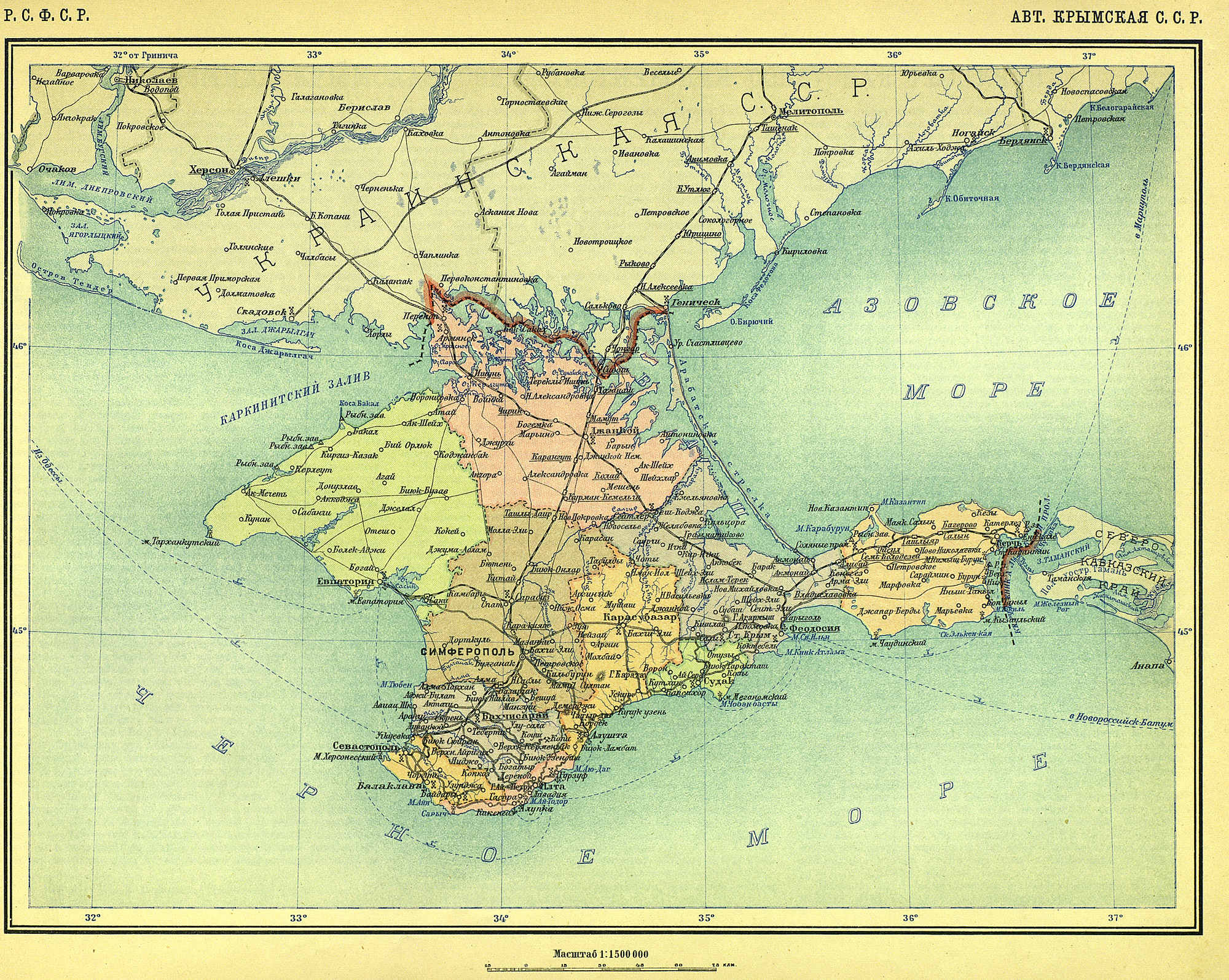
Крымская АССР на карте из атласа 1928 года

В 1937 году Малая Советская Энциклопедия писала в статье «Крымская АССР»: «Крым превращён в передовую индустриально-аграрную национальную республику».
Национальный характер автономных республик также отмечался и в других изданиях, к примеру в Большой Советской Энциклопедии:
- «Автономная советская социалистическая республика, самоуправляющаяся национально-территориальная единица. Республиканская автономия есть форма политического самоуправления для тех наций Советского Союза, которые, в отличие от наций, организованных в автономные области, находятся на более высокой ступени, по своей численности и культурному уровню, но которые, тем не менее, ещё не настолько значительны, чтобы образовать Союзную республику как часть СССР. Сообразно с этим строятся юридические формы А. р.»[16]
- «Автономная республика, автономная советская социалистическая республика (АССР), советское социалистическое национальное государство, входящее в состав союзной республики и осуществляющее государственную власть вне пределов компетенции союзной республики на автономных началах»[17].

5 мая 1929 года принята новая Конституция, согласно которой название автономии было изменено на Крымская Автономная Социалистическая Советская Республика.

#### Еврейская автономия
В первые годы советской власти для отвлечения еврейского населения от монополизируемых государством буржуазных видов деятельности (финансы, торговля, ремесленничество) была выдвинута идея советизации евреев путём привлечения их к сельскохозяйственному труду. Для этого следовало стимулировать переселение евреев на пригодные для сельского хозяйства земли.
В начале 1920-х годов такая программа «реконструкции социального состава еврейского населения» была выдвинута официально. Идею финансово поддержала зарубежная еврейская благотворительная организация «Агро-Джойнт».
Программа переселения евреев осуществлялась в 1920—1930-е годы. Однако вскоре финансовая помощь Агро-Джойнта была свернута, для переселения евреев в мае 1934 года создали Еврейскую Автономную область с центром в Биробиджане. В феврале 1939 года Политбюро ЦК ВКП(б) издает постановление «О ликвидации и преобразовании искусственно созданных национальных районов и сельсоветов», где указывалось, что многие из этих районов были созданы врагами народа с вредительскими целями.
Перепись 1939 года отразила наличие в Крымской АССР 65 тысяч евреев из них около 20 тысяч в еврейских колхозах.
В феврале 1944 года С. М. Михоэлс, Ш. Эпштейн и И. Фефер направили «Записку о Крыме» с предложением о создании еврейской социалистической республики на территории Крымского полуострова.

#### Упразднение АССР
В 1941—1944 годах территория Крыма была оккупирована нацистской Германией.
Сразу после освобождения Крыма Красной армией руководство СССР, советское правительство объявило весь крымскотатарский народ предателем, огульно обвинив в коллаборационизме, и приняло решение о выселении всех крымских татар из Крыма и поселении их в Узбекскую ССР, а также в другие регионы СССР. 14 ноября 1989 года решением Верховного Совета СССР депортация крымских татар была признана преступной и незаконной.
Насильственное выселение крымских татар началась в 18 мая, депортация армян, болгар и греков 26 июня, позднее были высланы и другие более мелкие народы Крыма: венгры, румыны и итальянцы, а также около 2000 немцев, не выселенных в 1941 году.
Четырьмя «волнами» советским правительством были изменены все крымскотатарские названия. 14 декабря 1944 года Указом Президиума Верховного Совета РСФСР были переименованы 11 районов и районных центров Крымской АССР, носивших крымскотатарские и немецкие названия. Среди них был и древний город Карасубазар. Вторая волна последовала через восемь месяцев — в августе 1945. Тогда было переименовано более 300 сел и поселков, носивших в большинстве крымскотатарские названия. 18 мая 1948 года было переименовано более тысячи крымских населенных пунктов. Последняя волна была осуществлена летом 1949 года, когда новые имена получили еще 30 железнодорожных станций, ряд колхозов и совхозов, носивших крымскотатарские названия. Еще одна волна по переименованию городов и географических объектов была запланирована на 1953 год — помешала смерть Сталина; кампания была свёрнута. Всего в итоге за всё время кампании по борьбе с крымскотатарскими названиями было переименовано более 90 % населенных пунктов Крыма. 30 июня 1945 года Указом Президиума Верховного Совета СССР крымская автономия была преобразована в область. 25 июня 1946 года Верховный Совет РСФСР утвердил преобразование Крымской АССР в Крымскую область и постановил «внести соответствующие изменения и дополнения в статью 14 Конституции РСФСР», а 13 марта 1948 года исключил упоминание о ней из статьи Конституции РСФСР.
В 1956 году указом Хрущёва почти все депортированные народы были возвращены на свою родину, их республики были восстановлены; исключением стали крымские татары и немцы Поволжья. Анастас Микоян в своих мемуарах указывает, по его личному мнению и мнению тогдашнего правительства, главную причину, не имеющую никаких научных этнологических, лингвистических и исторических обоснований, почему автономная республика крымских татар не была восстановлена:
Главная причина, почему не была восстановлена Крымско-Татарская автономная республика, заключалась в следующем: территория ее была заселена другими народами, и при возвращении татар пришлось бы очень много людей снова переселять. Кроме того, крымские татары были близки к казахским татарам, да и к узбекам. Они хорошо устроились в новых районах, и Хрущев не видел смысла вновь их переселять, тем более что Крым вошел в состав Украины.

### В составе УССР
17 августа 1967 года принято постановление Политбюро ЦК КПСС. Основной тезис этого документа — крымские татары «укоренились в местах нынешнего жительства», а возвращение их в Крым нецелесообразно. Партийные решения были оформлены Указом Президиума Верховного Совета СССР № 493 от 5 сентября 1967 года «О гражданах татарской национальности, ранее проживавших в Крыму». Он отменял решения государственных органов в части, содержавшей огульные обвинения в отношении «граждан татарской национальности, проживавших в Крыму», но утверждал, что они «укоренились на территории Узбекской и других союзных республик». В Постановлении Президиума Верховного Совета № 494, которое следовало непосредственно за Указом, говорилось о том, что «граждане татарской национальности… и члены их семей пользуются правом, как и все граждане СССР, проживать на всей территории Советского Союза в соответствии с действующим законодательством о трудоустройстве и паспортном режиме». Оговорка насчет «паспортного режима» заключала в себе подвох, ибо предполагала создание административных препятствий на пути в Крым. К концу сентября 1967 года на полуостров прибыли около 2000 крымских татар, однако практически никто из приехавших прописан не был. Указ от 5 сентября не решал крымскотатарскую проблему, а лишь имитировал ее решение.[44] Реабилитация по сути стала лишь видимостью.

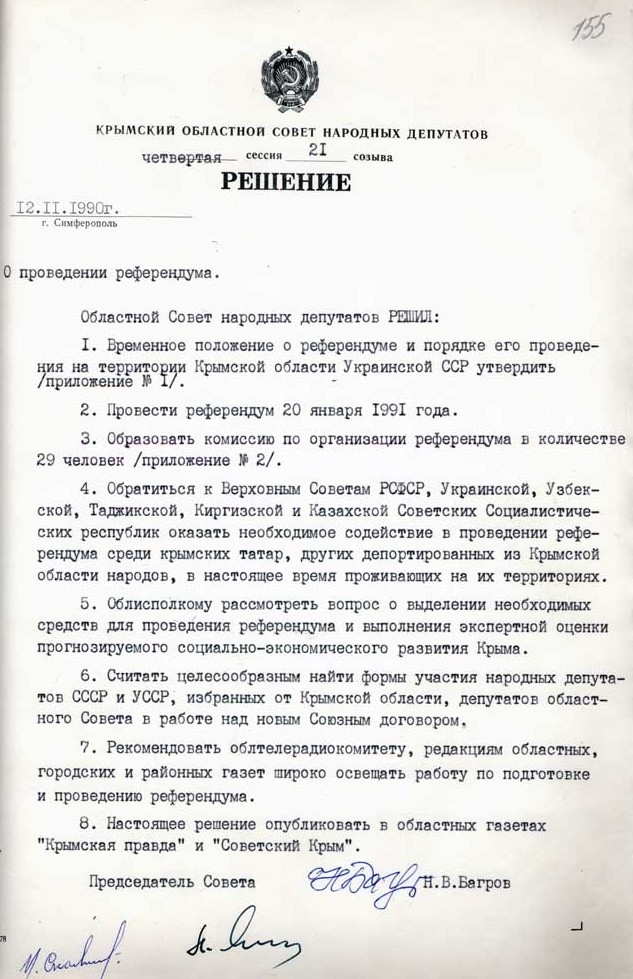
Решение Крымского областного совета о проведении референдума от 12 ноября 1990 за подписью Багрова Н. В.

В 1989 году Верховным Советом СССР депортация признана преступной и незаконной. Необходимость восстановления Крымской АССР была утверждена в Постановлении ВС СССР «О выводах и предложениях комиссий по проблемам советских немцев и крымскотатарского народа» от 28.11.1989 № 845-1, в котором отмечалось, что «восстановление прав крымскотатарского народа не может быть осуществлено без восстановления автономии Крыма путём образования Крымской АССР в составе Украинской ССР. Это соответствовало бы интересам как крымских татар, так и представителей других национальностей, проживающих ныне в Крыму». (Опубликовано: Ведомости Верховного Совета СССР, 1989, 29 ноября (№ 25). С. 669 (№ 495).
В ноябре 1990 года вопрос о восстановлении Крымской АССР был поставлен Крымским областным советом.

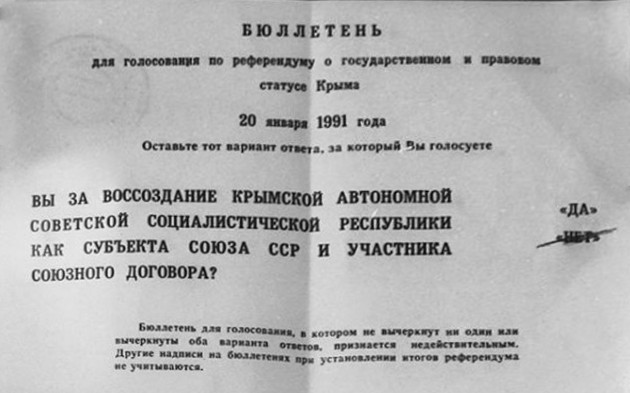
Бюллетень референдума 1991 года

20 января 1991 года в Крымской области состоялся референдум по вопросу воссоздания Крымской АССР как субъекта СССР и участника Союзного договора. Явка превысила 81 %, за восстановление Крымской АССР проголосовало 93 %; впоследствии день референдума стал отмечаться в республике как «День Автономной Республики Крым».
Руководствуясь итогами референдума, 12 февраля 1991 года Верховный Совет Украинской ССР принял Закон «О восстановлении Крымской Автономной Советской Социалистической Республики», согласно статье 1 которого Крымская АССР провозглашалась в пределах территории Крымской области в составе Украинской ССР. Высшим органом государственной власти на территории Крымской АССР, согласно данному закону, временно (до принятия Конституции Крымской АССР и создания конституционных органов государственной власти) был признан Крымский областной Совет народных депутатов. 22 марта 1991 года Крымский областной Совет народных депутатов был преобразован в Верховный Совет Крымской АССР, и ему было поручено разработать Конституцию Крыма. Через 4 месяца, 19 июня, упоминание о крымской автономии было включено в конституцию Украинской ССР 1978 года.
По мнению Национального Движения Крымских татар и исполняющего обязанности председателя комитета по делам депортированных народов Крымского облисполкома Юрия Османова, крымские власти саботировали Постановлениe ВС СССР «О выводах и предложениях комиссий по проблемам советских немцев и крымсктатарского народа» от 28.11.1989 № 845-1. Вместо исполнения Постановления о восстановлении национальной Крымской АССР провозгласили референдум о воссоздании Крымской АССР. Крымская власть всячески саботировала реабилитацию крымскотатарского народа и восстановление его в правах.

### Распад СССР
24 августа 1991 года Верховный Совет Украинской ССР провозглашает независимость Украины. 4 сентября 1991 года чрезвычайная сессия Верховного Совета Крымской АССР приняла Декларацию о государственном суверенитете Республики Крым, где говорилось о стремлении создать правовое демократическое государство в составе Украины, при этом считая Крым участником Союзного договора.
1 декабря 1991 года на всеукраинском референдуме 54 % жителей Крыма, принявших участие в голосовании, поддержали Акт провозглашения независимости Украины, принятый Верховной Радой 24 августа 1991 года. Явка составила 62 %, свой голос в поддержку Акта отдали 33 % крымчан, имевших право голоса. Однако, представители народного фронта «Севастополь-Крым-Россия», а также некоторые украинские и российские исследователи считают, что при этом была нарушена статья 3 Закона СССР «О порядке решения вопросов, связанных с выходом союзной республики из СССР», согласно которой, в Крымской АССР должны были провести отдельный референдум по вопросу её пребывании в составе СССР или в выходящей союзной республике — Украинской ССР.
26 февраля 1992 года по решению Верховного Совета Крыма Крымская АССР была переименована в Республику Крым. 5 мая того же года Верховный Совет Крыма принял акт о провозглашении государственной самостоятельности Республики Крым, а день спустя — Конституцию, которая подтвердила переименование Крымской АССР и определила Республику Крым как демократическое государство в составе Украины, а город Севастополь — как город с особым статусом и неотъемлемую часть Крыма.

## Население
Население 793,7 тыс. человек (1931 год, в том числе городское вместе с населением курортных пунктов), в 1926 году — 714,1 тыс. человек (из которых 330,5 тыс. городского населения). Население Симферополя в 1932 году исчислялось в 90 125 жителей.
Плотность всего населения 30,7 чел. на 1 км², сельского — 16,5 чел. на 1 км².
Национальный состав: в 1939 году население Крымской АССР по предварительным результатам переписи составляло 1 млн 126 тыс. человек, из которых 49,6% составляли русские, 19,4% крымские татары, 13,7% украинцы, 5,8% евреев, 4,6% немцев.

## Награды
- Орден Ленина (3 января 1934 года)[51]

## Руководство
10 ноября 1921 года делегаты съезда единогласно приняли Конституцию Крымской Советской Социалистической Республики. Съезд избрал КрымЦИК, являющийся высшим в Крыму законодательным и контролирующим органом власти в период между съездами Советов. На 1-й сессии КрымЦИКа был утвержден президиум и образован СНК. Через несколько дней после съезда начали создаваться народные комиссариаты, структура и состав которых были различны.
Председателем КрымЦИКа был избран Юрий Петрович Гавен (Ян Эрнестович Дауман).

### Состав 1-го правительства Крымской АССР
- Сахиб Гирей Саид-Галиев — председатель СНК.
- М. Х. Поляков — зам. председателя СНК и нарком внутренних дел,
- А. Бортников — нарком продовольствия,
- У. Ибраимов — нарком земледелия,
- Л. Витхин — председатель КСНХ,
- Х. Чапчакчи — нарком здравоохранения,
- Я. Каменский — нарком финансов,
- С. Березовский — нарком соцобеспечения,
- М. Порецкий — нарком юстиции,
- Вели Ибраимов — нарком РКИ,
- К. Хамзин — нарком просвещения,
- Баракко — нарком труда,
- А. И. Роттенберг — председатель Крымской ЧК,
- М. Е. Бененсон — управляющий Крымстатбюро,
- Н. Шмидт — управляющий Коммунхозом.